# Jarvis Brownlee Jr.
Jarvis Brownlee Jr. (Miami Gardens, 13 luglio 2001) è un giocatore di football americano statunitense che milita nel ruolo di cornerback per i Tennessee Titans della National Football League (NFL).

## Carriera universitaria

### Florida State
Nella prima stagione a Florida State nel 2019, Brownlee disputò una sola partita, mettendo a segno un tackle. Nella settimana 8 della stagione 2020 mise a segno il suo primo intercetto contro NC State. Chiuse l'annata con 26 tackle, 2 dei quali con perdita di yard, un sack, un passaggio deviato e un intercetto. Nella settimana 8 della stagione 2021 Brownlee mise a segno un intercetto che ritornò per 70 yard in touchdown, nella vittoria su UMass. Chiuse l'annata con 51 tackle, 2 dei quali con perdita di yard, 3 passaggi deviati, 2 intercetti, un fumble forzato e un touchdown. A fine anno decise di cambiare istituto.
Brownlee chiusa la carriera a Florida State con 24 presenze, di cui 15 come titolare, con 78 placcaggi, 7 passaggi deviati, 3 intercetti e un fumble forzato.

### Louisville
Brownlee decise di passare a giocare per i Louisville Cardinals. Nel 2022 fece registrare 66 tackle, 12 passaggi deviati e 2 intercetti. Nella stagione 2023, Brownlee saltò tre partite a causa di un infortunio a un piede, terminando con 30 tackle, 6 passaggi deviati, un intercetto e un fumble recuperato. A fine stagione decise di passare tra i professionisti.

## Carriera professionistica

### Tennessee Titans
Brownlee fu scelto nel corso del quinto giro (146º assoluto) del Draft NFL 2024 dai Tennessee Titans. Nella sua prima stagione mise a segno 75 placcaggi, un intercetto e 9 passaggi deviati disputando tutte le 17 partite, di cui 14 come titolare.